# Darth Maul
Darth Maul egy szereplő a Csillagok háborúja kitalált univerzumából. Dathomiri sith úr, Darth Sidious tanítványa. Szerepelt a Baljós Árnyakban, A klónok háborújában, a Lázadókban, a Solo: Egy Star Wars-történetben és számos könyvben, képregényben.
A két sith: Sidious már gyerekkora óta tanította Mault (mert elszakították a családjától) és hatalmas gyűlöletet és haragot ültetett a testébe.
"Első halála": Obi-Wan Kenobi levágta lábait a Naboon (miután ő megölte Kenobi mesterét Qui-Gonn Jinnt) és mindenki azt hitte, hogy halott.
Később egy fajtársa talált rá, aki elvitte a Dathomirra, hogy "újjászülessen".
Halála: Obi-Wan Kenobi megölte őt a Tatuinon (Y. e. 2).

## Faja
Darth Mault a filmhez közel álló források iridóniai születésű zabraknak mondták, és így került be a The New Essential Guide to Star Wars c. könyvbe is. A Klónok háborúja c. animációs sorozat ezt félig-meddig retcon jelleggel átírta, Maul faját dathomirinek mondva. A két információ nem zárja ki teljesen egymást. A dathomiriek ugyanis ember-zabrak hibridek, a férfiak (akiket Éjfivéreknek is hívnak) külsőleg inkább a zabrakokra, míg a kisebb számban élő nők (akiket Éjnővéreknek is hívnak) az emberekre hasonlítanak, de rabszolgaként tisztavérű (közvetve iridóniai eredetű) zabrakokat is tartanak, míg az iridónián vannak dathomiri kolóniák is, az egyikben született Maul.

### Ereje
Darth Maul rendkívül vad és erős harcos volt. Kétpengéjű, hosszú fénykardja volt és kitűnően bánt az Erővel.

### Története
Maul anyja egy Kycina nevű, az Iridónián élő dathomiri nő, egy Éjnővér volt. Apját, aki zabrak volt, az Éjnővérek vallási szokásai szerint rituálisan megölték a nászéjszaka leteltével. Kycina úgy akarta, hogy legalább egy gyermeke (a három közül) az Éjnővérek befolyásától és mágiájától mentesen éljen, így Darth Sidiousnak adta, hogy tanítsa ki a sithek tudományára. Sidious, aki ebben az időben még maga is tanítvány volt, vállalta a feladatot.
A kiképzés, mint általában a sitheknél, hosszú, nehéz és rendkívül kegyetlen volt, és kiölt a gyermekből minden együttérzést és jóindulatot, a gyűlölet és az erőszak megtestesülésévé változtatva őt. Maul hosszú ideig, amíg Sidious mestere, a muun Darth Plagueis életben volt, csak tanonc (apprentice), vagyis a sith-lovagságra jelöltnek számító lehetett, hiszen sithekből egyszerre csak kettő lehet (ez az egyetlen szabály, vagy hagyomány, amit a sithek feltétlenül tisztelnek). Miután Sidious egy éjszakán megfojtotta saját mesterét, tanítványává fogadta Mault. Ez Maul életében csekély látható változást okozott, idejének java részét a tanulás és gyakorlás mellett továbbra is az töltötte ki, hogy eltakarítsa az útból Sidious ellenségeit. Maul bálványozta mesterét, aki felnevelte, és fanatikus sith lovaggá lett.
Miután Sidius rávette a Kereskedelmi Szövetséget, hogy megindítsa a támadást a Naboo ellen, megtudta, hogy jedik is vannak a bolygón (Qui-Gon Jinn és a fiatal Obi-Wan Kenobi). Ezért Sidius odaküldte Mault, hogy végezzen velük, és fogja el a megszökött királynőt. Maul megérkezett, és párbajra hívta a két jedit. Qui-Gon Jinnt halálosan megsebezte és megölte. Obi-Wan azonban legyőzte a sithet, mestere fénykardjával kettészelve a testét.
Maul nem halt meg: a zabrakok ugyanis nagyon ellenállóak a sérülésekkel és fájdalommal szemben, továbbá a Sith az Erő ismeretében is olyannnyira előrehaladt, hogy egy ilyen sérülést is képes volt kezelni. Utolsó erőfeszítéseivel szert tett egy pókszerű bionikus protézisre, amivel az elveszett altestét pótolta. Megmenekülésének részletei azonban a maga számára is a múlt homályába vesztek, mivel a fájdalomba és a kudarcba beleőrült. Mivel kudarcot vallott, Sidiousnak meg kellett volna ölnie, ha visszamegy hozzá. A Lotho Minoron, a „hulladékvilágon” kötött ki (vélhetően egy nabooi szemétszállító hajóval ment oda), ez egy elhagyatott galaktikus szeméttelep volt, amit ritkán látogattak barátságos lények. Itt egy üregben húzta meg magát. Hamarosan szövetséget kötött egy kígyószerű lénnyel, Morley-val, aki vállalta, hogy ellátja élelemmel: élelemként a véletlenül arra tévedő utazók szolgáltak, akiket a kígyó elcsalogatott Maul barlangjába, ahol a pókszerű szörnyeteg, akivé Maul változott, megölte és felfalta, a maradékot szövetségesének hagyva.
„A Galaxis leghatalmasabb, legnagyobb tudású lényét szolgálhattam, az Univerzum ura lehettem volna." – mondta később testvérének. Kenobi nemcsak a teste egy részét vette el, hanem egész létét értelmetlenné tette. Ebbe a tudatba és az állati létbe beleőrült, még nagyobb szörnyeteggé változott, mint aki eredetileg volt. Így talált rá az Éjnővérek vezetőjének, Talzin anyának utasítására testvére, Savage Opress. Talzin anya szelleme (aki ekkor már technikailag halott volt, mivel Grievous tábornok a dathomiri csatában végzett vele, de Erő-szellemként az Éjnővérek képesek a haláluk után is létezni, akárcsak a jedik, sőt sokkal erősebbek is azoknál) mágiával új altest-protézist épített neki a régiből, és elméjét is meggyógyította. Maul és Opress ezután megpróbáltak bosszút állni Kenobin, túszokat ejtve és kihívva a Jedi-mestert. Kenobi vállalta a kihívást, de a testvérek legyőzték és foglyul ejtették, azonban a fejvadásszá lett, és Opresst üldöző Asajj Ventress segítségével végül elmenekült a két testvér haragja elől. 
Később Sidious megérzi jelenlétét és elmegy megkeresni őt, végez Savage Opressel és megkínozza Mault de nem öli meg, mert egy terv teljesítéséhez kell, utána életben hagyja és száműzi. Maul a Malachor bolygóján állomásozik amikor arra téved Ezra Bridger, Ahsoka Tano és Kanan Jarrus, jedik, valamint három inkvizítor. Maul csellel az oldalára állítja Ezrát, együtt megszerzik a sith templom holokronját, majd Maul végez az inkvizítorokkal és megvakítja Kanant. Azonban Kanan így is legyőzi őt és lelöki a templomról, Maul kénytelen elmenekülni egy TIE-vadászban mert érkezik Darth Vader, aki feltehetőleg végez Ahsokával, a másik kettő elmenekül. Maul később foglyul ejti a Szellem legénységét hogy megszerezze a sith és a jedi holokront, és egyesítse azokat, ám az utolsó pillanatban, mikor Maul megtudja hogy életben van (nem derül ki hogy Obi-Wanra vagy másra gondolnak), Kananék ismét elmenekülnek. A holokronok egyesítésével egyfajta kapcsolat jön létre Ezra (Kanan tanítványa) és Maul között. Így Maul látomásokkal kínozza az ifjú padawant. Végül Maul zsarolása miatt Ezra elmegy vele Dathomirra, ahol egy varázslat segítségével egyesítik elméjüket. Ebből Maul megtudja, hogy Kenobit egy bolygón kell keresnie, amelynek két Napja van. Maul felkutatja Kenobit és megvív vele. Azonban alulmarad a jedivel szemben, aki végez vele. Maul halála előtt értesül róla, hogy Dart Vader Anakin Skywalker a kiválasztott.

## Magyar hangja
- Darth Maul a Baljós Árnyakban Zágoni Zsolt hangján szólalt meg, megformálója Ray Park volt.
- A  Star Wars: A klónok háborúja című sorozatban először a Rajkai Zoltán volt a magyar hangja, később azonban Galambos Péter vette át a szerepet. Eredeti szinkronban mindvégig Sam Witwer kölcsönözte hangját.
- A Solo: Egy Star Wars-történetben, az első részhez hasonlóan, a karaktert Ray Park játszotta, eredeti hangját Sam Witwer kölcsönözte, magyar hangja pedig ismét Zágoni Zsolt volt.
- A Star Wars: Lázadók-ban tűnt fel (A tanítvány alkonya) legközelebb, immáron idős erőhasználóként. Itt szintén Galambos Péter hangján beszélt. Eredeti hangja itt is Sam Witwer volt.

## Fordítás
- Ez a szócikk részben vagy egészben  a   Darth_Maul című angol Wikipédia-szócikk fordításán alapul.  Az eredeti cikk szerkesztőit annak laptörténete sorolja fel. Ez a jelzés csupán a megfogalmazás eredetét és a szerzői jogokat jelzi, nem szolgál a cikkben szereplő információk forrásmegjelöléseként.